# Viola magnifica
Viola magnifica là một loài thực vật có hoa trong họ Hoa tím. Loài này được Ching J. Wang ex X.D. Wang miêu tả khoa học đầu tiên năm 1991.